# Seich
Seich est une commune française située dans l'est du département des Hautes-Pyrénées, en région Occitanie.
Sur le plan historique et culturel, la commune est dans le pays de Comminges, correspondant à l’ancien comté de Comminges, circonscription de la province de Gascogne située sur les départements actuels du Gers, de la Haute-Garonne, des Hautes-Pyrénées et de l'Ariège. Exposée à un climat de montagne, elle est drainée par le ruisseau de Nistos, le ruisseau d'Arize et par divers autres petits cours d'eau. La commune possède un patrimoine naturel remarquable composé de trois zones naturelles d'intérêt écologique, faunistique et floristique.
Seich est une commune rurale qui compte 88 habitants en 2022, après avoir connu un pic de population de 366 habitants en 1851..

## Géographie

### Localisation
La commune de Seich se trouve dans le département des Hautes-Pyrénées, en région Occitanie.
Elle se situe à 42 km à vol d'oiseau de Tarbes, préfecture du département, à 28 km de Bagnères-de-Bigorre, sous-préfecture, et à 15 km de Lannemezan, bureau centralisateur du canton de la Vallée de la Barousse dont dépend la commune depuis 2015 pour les élections départementales.
La commune fait en outre partie du bassin de vie de Montréjeau.
Les communes les plus proches sont : 
Nistos (0,9 km), Bize (3,4 km), Générest (3,5 km), Lombrès (4,9 km), Hautaget (5,3 km), Nestier (5,4 km), Montégut (5,6 km), Tibiran-Jaunac (5,8 km).
Sur le plan historique et culturel, Seich fait partie du pays de Comminges, correspondant à l’ancien comté de Comminges, circonscription de la province de Gascogne située sur les départements actuels du Gers, de la Haute-Garonne, des Hautes-Pyrénées et de l'Ariège.
| Bize   | Montégut | Générest |
| Nistos | Seich    |          |
|        |          | Sacoué   |

### Hydrographie
La commune est dans le bassin versant de la Garonne, au sein du bassin hydrographique Adour-Garonne. Elle est drainée par le ruisseau de Nistos, le ruisseau d'Arize, le ruisseau de Poume, le ruisseau Rieu Sec et par un petit cours d'eau, constituant un réseau hydrographique de 9 km de longueur totale,.
Le ruisseau de Nistos, d'une longueur totale de 18,5 km, prend sa source dans la commune de Sarrancolin et s'écoule vers le nord. Il traverse la commune et se jette dans la Neste à Mazères-de-Neste, après avoir traversé 8 communes.

### Climat
Le climat qui caractérise la commune est qualifié, en 2010, de « climat des marges montargnardes », selon la typologie des climats de la France qui compte alors huit grands types de climats en métropole. En 2020, la commune ressort du type « climat de montagne » dans la classification établie par Météo-France, qui ne compte désormais, en première approche, que cinq grands types de climats en métropole. Pour ce type de climat, la température décroît rapidement en fonction de l'altitude. On observe une nébulosité minimale en hiver et maximale en été. Les vents et les précipitations varient notablement selon le lieu.
Les paramètres climatiques qui ont permis d’établir la typologie de 2010 comportent six variables pour les températures et huit pour les précipitations, dont les valeurs correspondent à la normale 1971-2000. Les sept principales variables caractérisant la commune sont présentées dans l'encadré ci-après.
| Paramètres climatiques communaux sur la période 1971-2000 - Moyenne annuelle de température : 10,8 °C - Nombre de jours avec une température inférieure à −5 °C : 5,3 j - Nombre de jours avec une température supérieure à 30 °C : 5,6 j - Amplitude thermique annuelle : 15 °C - Cumuls annuels de précipitation : 1 072 mm - Nombre de jours de précipitation en janvier : 10 j - Nombre de jours de précipitation en juillet : 7,7 j |

Avec le changement climatique, ces variables ont évolué. Une étude réalisée en 2014 par la Direction générale de l'Énergie et du Climat complétée par des études régionales prévoit en effet que la  température moyenne devrait croître et la pluviométrie moyenne baisser, avec toutefois de fortes variations régionales. Ces changements peuvent être constatés sur la station météorologique de Météo-France la plus proche, « Nestier », sur la commune de Nestier, mise en service en 1946 et qui se trouve à 5 km à vol d'oiseau,, où la température moyenne annuelle est de 11,8 °C et la hauteur de précipitations de 1 049,8 mm pour la période 1981-2010.
Sur la station météorologique historique la plus proche, « Tarbes-Lourdes-Pyrénées », sur la commune d'Ossun, mise en service en 1946 et à 46 km, la température moyenne annuelle évolue de 12,2 °C pour la période 1971-2000, à 12,6 °C pour 1981-2010, puis à 12,9 °C pour 1991-2020.

### Milieux naturels et biodiversité
L’inventaire des zones naturelles d'intérêt écologique, faunistique et floristique (ZNIEFF) a pour objectif de réaliser une couverture des zones les plus intéressantes sur le plan écologique, essentiellement dans la perspective d’améliorer la connaissance du patrimoine naturel national et de fournir aux différents décideurs un outil d’aide à la prise en compte de l’environnement dans l’aménagement du territoire.
Deux ZNIEFF de type 1 sont recensées sur la commune :
les « forêts du Nistos et pic de Mont Aspet » (2 169 ha), couvrant 6 communes du département et 
les « milieux forestiers, rocheux et humides du vallon d'Arize » (1 333 ha), couvrant 6 communes du département
et une ZNIEFF de type 2, : 
le « piémont calcaire, forestier et montagnard du Nistos en rive droite de la Neste » (15 195 ha), couvrant 26 communes dont une dans la Haute-Garonne et 25 dans les Hautes-Pyrénées.

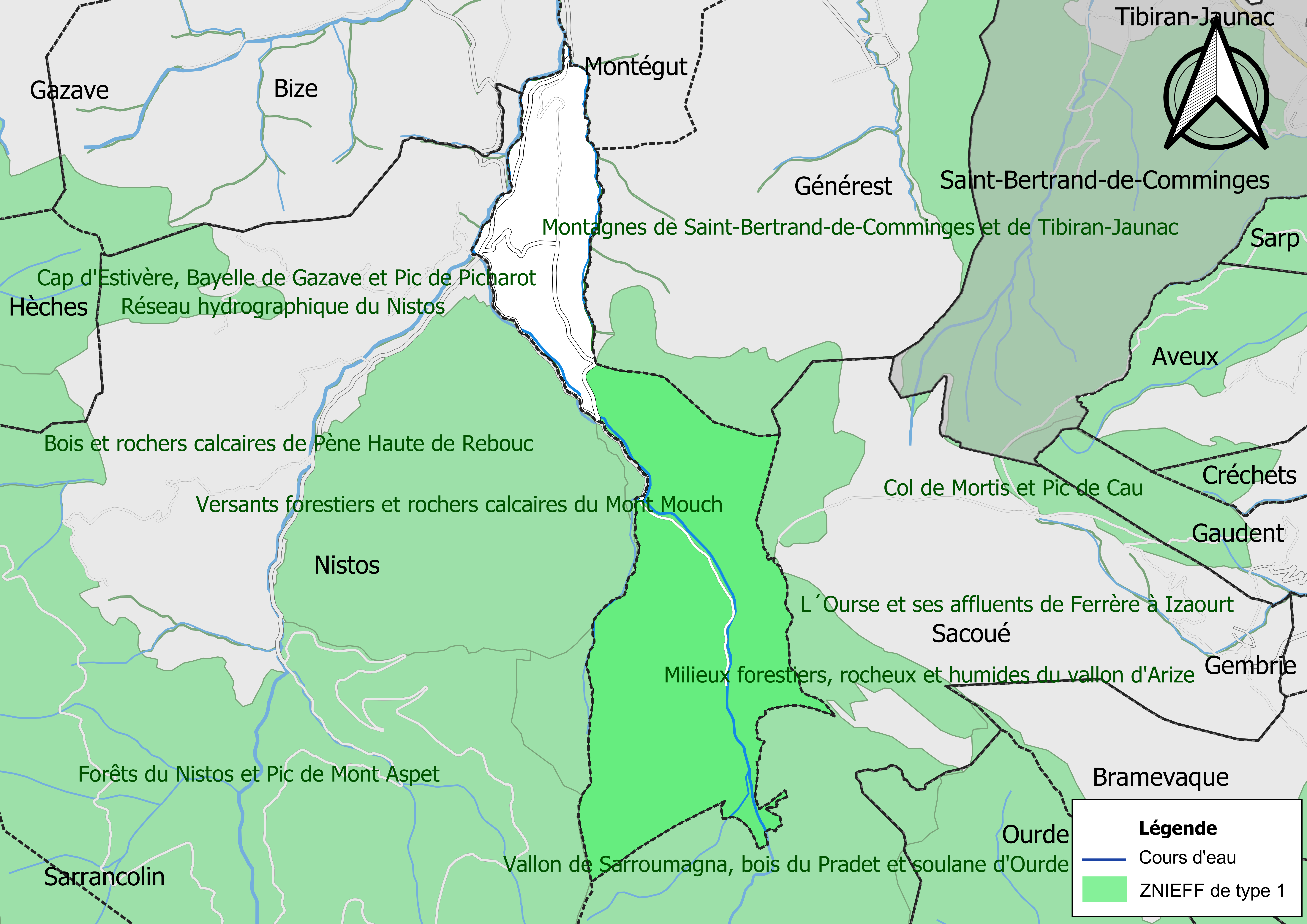
Carte des ZNIEFF de type 1 sur la commune.
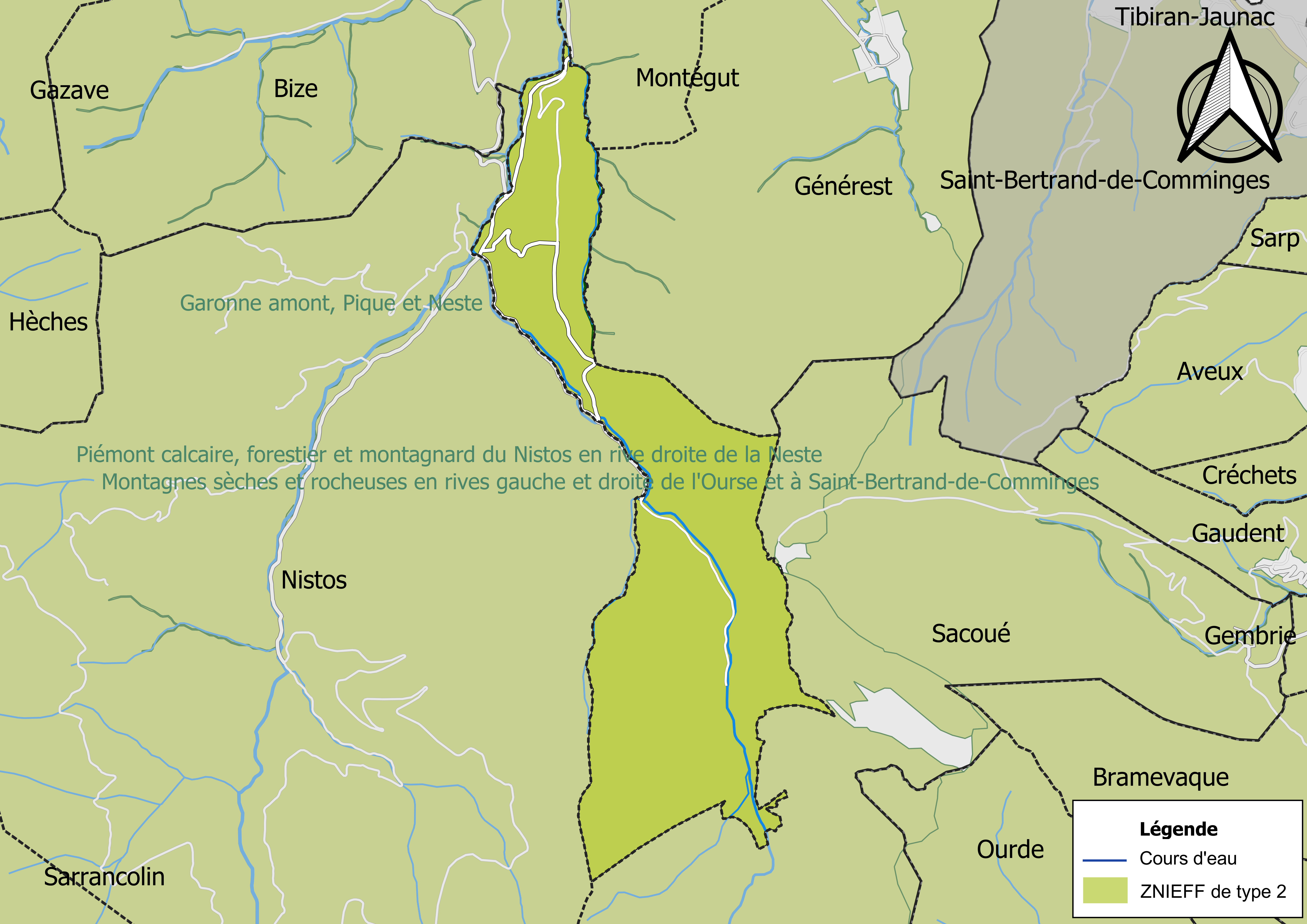
Carte de la ZNIEFF de type 2 sur la commune.

## Urbanisme

### Typologie
Au 1er janvier 2024, Seich est catégorisée commune rurale à habitat dispersé, selon la nouvelle grille communale de densité à sept niveaux définie par l'Insee en 2022.
Elle est située hors unité urbaine et hors attraction des villes,.

### Occupation des sols
L'occupation des sols de la commune, telle qu'elle ressort de la base de données européenne d’occupation biophysique des sols Corine Land Cover (CLC), est marquée par l'importance des forêts et milieux semi-naturels (67,1 % en 2018), une proportion sensiblement équivalente à celle de 1990 (67 %). La répartition détaillée en 2018 est la suivante : 
forêts (67,1 %), prairies (31,4 %), zones agricoles hétérogènes (1,6 %).
L'IGN met par ailleurs à disposition un outil en ligne permettant de comparer l’évolution dans le temps de l’occupation des sols de la commune (ou de territoires à des échelles différentes). Plusieurs époques sont accessibles sous forme de cartes ou photos aériennes : la carte de Cassini (XVIIIe siècle), la carte d'état-major (1820-1866) et la période actuelle (1950 à aujourd'hui).

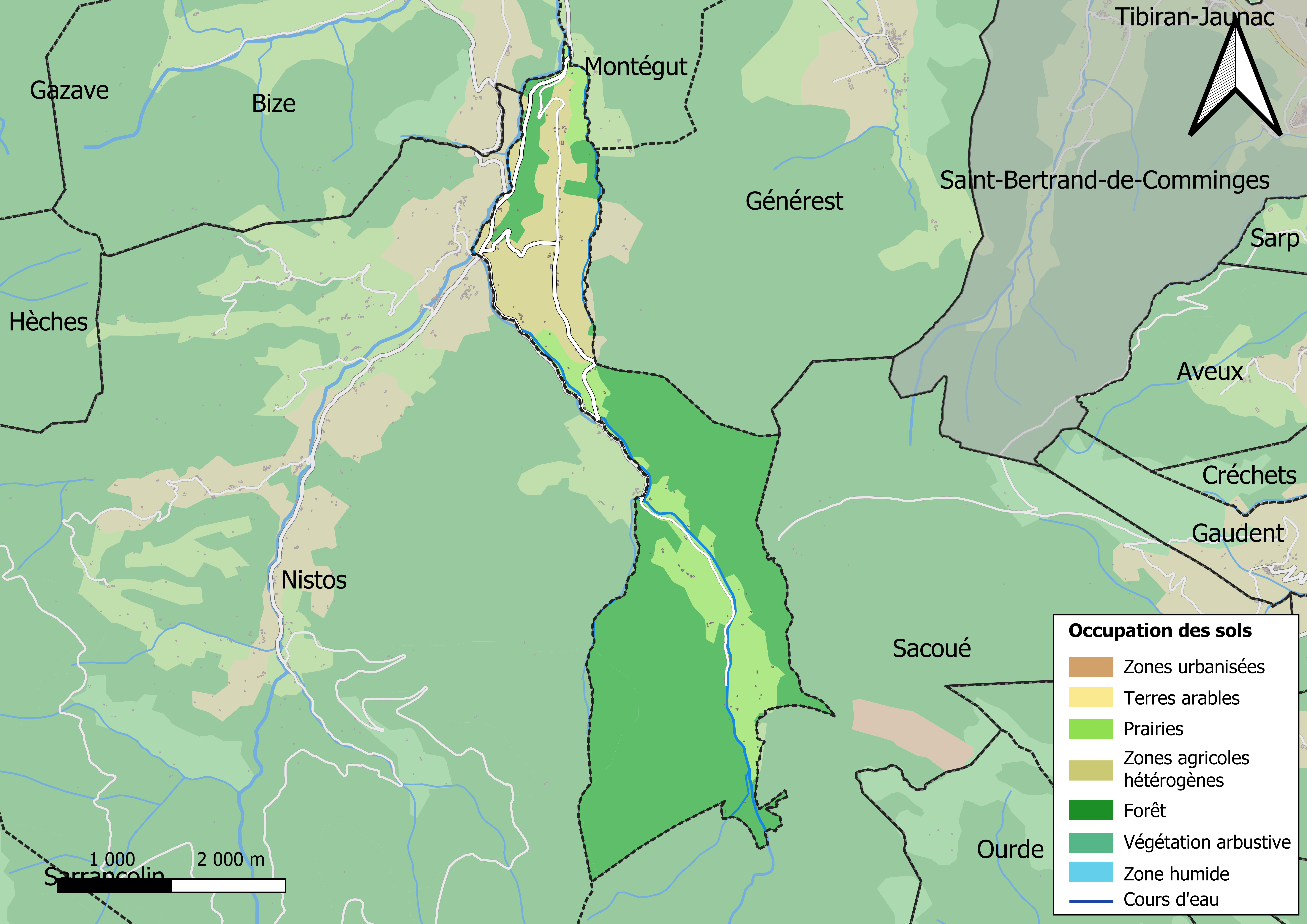
Carte des infrastructures et de l'occupation des sols en 2018 (CLC) de la commune.
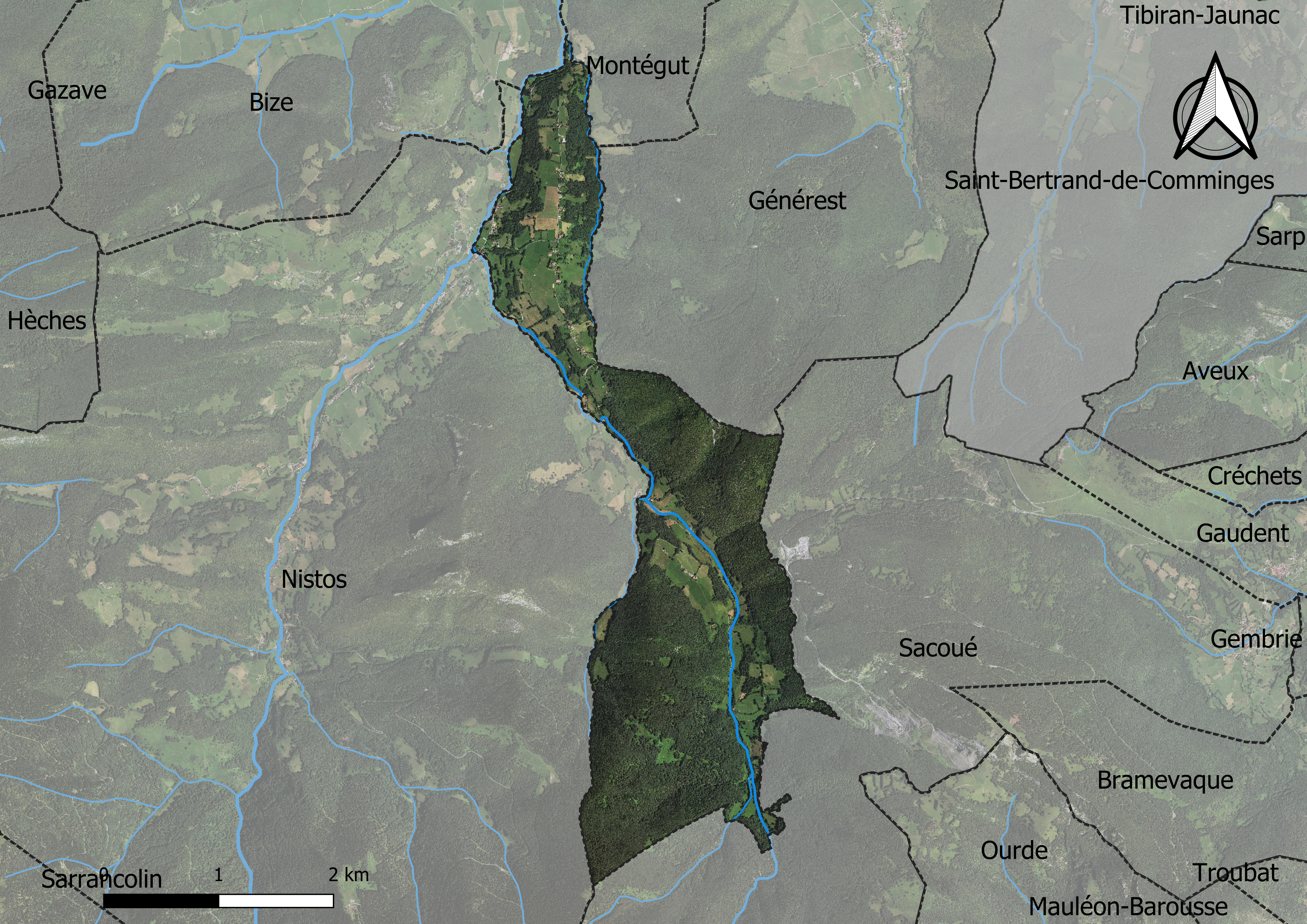
Carte orthophotogrammétrique de la commune.

### Logement
En 2012, le nombre total de logements dans la commune est de 57.

Parmi ces logements, 55,3 % sont des résidences principales, 35,4 % des résidences secondaires et 9,3 % des logements vacants.

### Voies de communication et transports
Cette commune est desservie par la route départementale D 71.

### Risques majeurs
Le territoire de la commune de Seich est vulnérable à différents aléas naturels : météorologiques (tempête, orage, neige, grand froid, canicule ou sécheresse), inondations, feux de forêts, mouvements de terrains et séisme (sismicité moyenne). Un site publié par le BRGM permet d'évaluer simplement et rapidement les risques d'un bien localisé soit par son adresse soit par le numéro de sa parcelle.
Certaines parties du territoire communal sont susceptibles d’être affectées par le risque d’inondation par débordement de cours d'eau, notamment le ruisseau de Nistos. La cartographie des zones inondables en ex-Midi-Pyrénées réalisée dans le cadre du XIe Contrat de plan État-région, visant à informer les citoyens et les décideurs sur le risque d’inondation, est accessible sur le site de la DREAL Occitanie. La commune a été reconnue en état de catastrophe naturelle au titre des dommages causés par les inondations et coulées de boue survenues en 1982, 1999, 2009 et 2011,.
Seich est exposée au risque de feu de forêt. Un plan départemental de protection des forêts contre les incendies a été approuvé par arrêté préfectoral le 21 avril 2020 pour la période 2020-2029. Le précédent couvrait la période 2007-2017. L’emploi du feu est régi par deux types de réglementations. D’abord le code forestier et l’arrêté préfectoral du 27 octobre 2014, qui réglementent l’emploi du feu à moins de 200 m des espaces naturels combustibles sur l’ensemble du département. Ensuite celle établie dans le cadre de la lutte contre la pollution de l’air, qui interdit le brûlage des déchets verts des particuliers. L’écobuage est quant à lui réglementé dans le cadre de commissions locales d’écobuage (CLE).

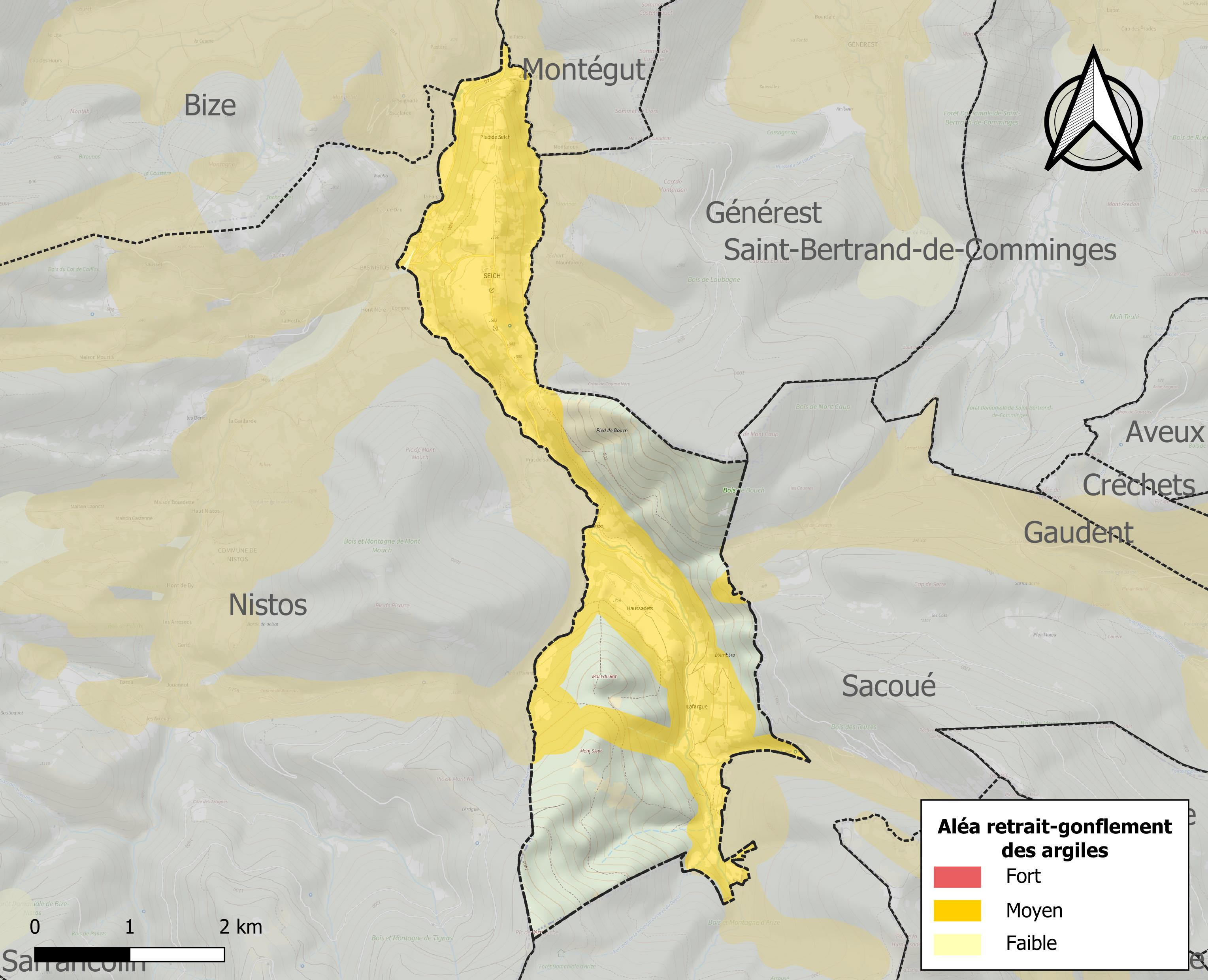
Carte des zones d'aléa retrait-gonflement des sols argileux de Seich.

Les mouvements de terrains susceptibles de se produire sur la commune sont des mouvements de sols liés à la présence d'argile et des tassements différentiels.
Le retrait-gonflement des sols argileux est susceptible d'engendrer des dommages importants aux bâtiments en cas d’alternance de périodes de sécheresse et de pluie. 57,5 % de la superficie communale est en aléa moyen ou fort (44,5 % au niveau départemental et 48,5 % au niveau national). Sur les 63 bâtiments dénombrés sur la commune en 2019, 56 sont en aléa moyen ou fort, soit 89 %, à comparer aux 75 % au niveau départemental et 54 % au niveau national. Une cartographie de l'exposition du territoire national au retrait gonflement des sols argileux est disponible sur le site du BRGM,.
Par ailleurs, afin de mieux appréhender le risque d’affaissement de terrain, l'inventaire national des cavités souterraines permet de localiser celles situées sur la commune.
Concernant les mouvements de terrains, la commune a été reconnue en état de catastrophe naturelle au titre des dommages causés par des mouvements de terrain en 1999.

## Toponymie

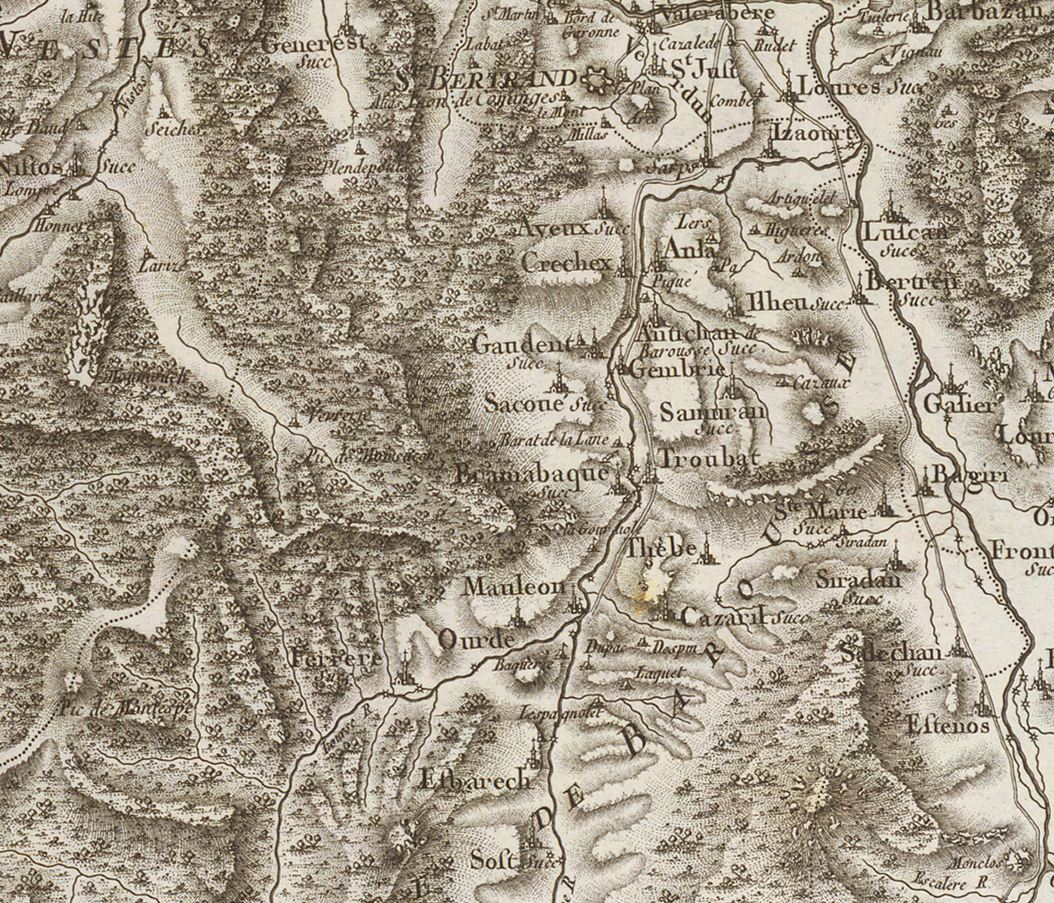
Extrait de la carte de Cassini (entre 1756 et 1789) situant Seich au nord-ouest de Mauléon-Barousse.

On trouvera les principales informations dans le Dictionnaire toponymique des communes des Hautes-Pyrénées de Michel Grosclaude et Jean-François Le Nail qui rapporte les dénominations historiques du village :
Dénominations historiques :
- Saiches (1790, Département 1) ;
- Seiches, fin XVIIIe siècle, carte de Cassini.

Étymologie :  pourrait représenter le latin saxum (= pierre, rocher).
Nom occitan : Sèish.

## Histoire
Cette commune se trouve à la frontière entre l'influence gallo-romaine de Saint-Bertrand-de-Comminges et la Bigorre. On retrouve ce mélange en particulier au niveau de la mixité des toitures des maisons : tuile et ardoises.

La commune de Seich a été longtemps rattachée à la Barousse qui est une vallée limitrophe. Au moment de la création des départements, elle a été intégrée au canton de Nestier puis de Saint-Laurent-de-Neste.

### Cadastre napoléonien de Seich
Le plan cadastral napoléonien de Seich est consultable sur le site des archives départementales des Hautes-Pyrénées.

## Politique et administration

### Liste des maires
| Période                                  | Période   | Identité       | Étiquette | Qualité |
| ---------------------------------------- | --------- | -------------- | --------- | ------- |
| Les données manquantes sont à compléter. |           |                |           |         |
|                                          |           |                |           |         |
| mars 1995                                | mars 2001 | André Maupome  |           |         |
| mars 2001                                | En cours  | Claude Barrère |           |         |

### Rattachements administratifs et électoraux

#### Historique administratif
Sénéchaussée de Toulouse, pays des Quatre-Vallées, Vallée de la Barousse, baronnie de Bize, canton de Nestier (1790), Saint-Laurent (1870). Agrandie du quartier d'Arize distrait de Sacoué en 1964.

#### Intercommunalité
Seich appartient à la communauté de communes Neste Barousse créée en janvier 2017 et qui réunit 43 communes.

## Population et société

### Démographie

#### Évolution démographique
| 1793 | 1800 | 1806 | 1821 | 1831 | 1836 | 1841 | 1846 | 1851 |
| ---- | ---- | ---- | ---- | ---- | ---- | ---- | ---- | ---- |
| 244  | 235  | 265  | 255  | 341  | 354  | 354  | 366  | 366  |

| 1856 | 1861 | 1866 | 1872 | 1876 | 1881 | 1886 | 1891 | 1896 |
| ---- | ---- | ---- | ---- | ---- | ---- | ---- | ---- | ---- |
| 334  | 325  | 327  | 296  | 291  | 240  | 231  | 218  | 187  |

| 1901 | 1906 | 1911 | 1921 | 1926 | 1931 | 1936 | 1946 | 1954 |
| ---- | ---- | ---- | ---- | ---- | ---- | ---- | ---- | ---- |
| 194  | 188  | 196  | 154  | 129  | 129  | 93   | 74   | 67   |

| 1962 | 1968 | 1975 | 1982 | 1990 | 1999 | 2004 | 2006 | 2009 |
| ---- | ---- | ---- | ---- | ---- | ---- | ---- | ---- | ---- |
| 60   | 83   | 85   | 74   | 76   | 74   | 73   | 75   | 65   |

| 2014 | 2019 | 2022 | - | - | - | - | - | - |
| ---- | ---- | ---- | - | - | - | - | - | - |
| 85   | 86   | 88   | - | - | - | - | - | - |

### Enseignement
La commune dépend de l'académie de Toulouse. Elle ne dispose plus d'école en 2019.

## Économie

### Emploi
|                | 2008  | 2013  | 2018  |
| -------------- | ----- | ----- | ----- |
| Commune        | 8,1 % | 8,5 % | 2,3 % |
| Département    | 7,7 % | 9,4 % | 9,8 % |
| France entière | 8,3 % | 10 %  | 10 %  |

En 2018, la population âgée de 15 à 64 ans s'élève à 45 personnes, parmi lesquelles on compte 68,2 % d'actifs (65,9 % ayant un emploi et 2,3 % de chômeurs) et 31,8 % d'inactifs,. En  2018, le taux de chômage communal (au sens du recensement) des 15-64 ans est inférieur à celui de la France et département, alors qu'en 2008 il était supérieur à celui du département et inférieur à celui de la France.
La commune est hors attraction des villes,. Elle compte 8 emplois en 2018, contre 11 en 2013 et 10 en 2008. Le nombre d'actifs ayant un emploi résidant dans la commune est de 30, soit un indicateur de concentration d'emploi de 27,3 % et un taux d'activité parmi les 15 ans ou plus de 44,3 %.
Sur ces 30 actifs de 15 ans ou plus ayant un emploi, 3 travaillent dans la commune, soit 10 % des habitants. Pour se rendre au travail, la totalité des habitants utilise un véhicule personnel ou de fonction à quatre roues.

## Culture locale et patrimoine

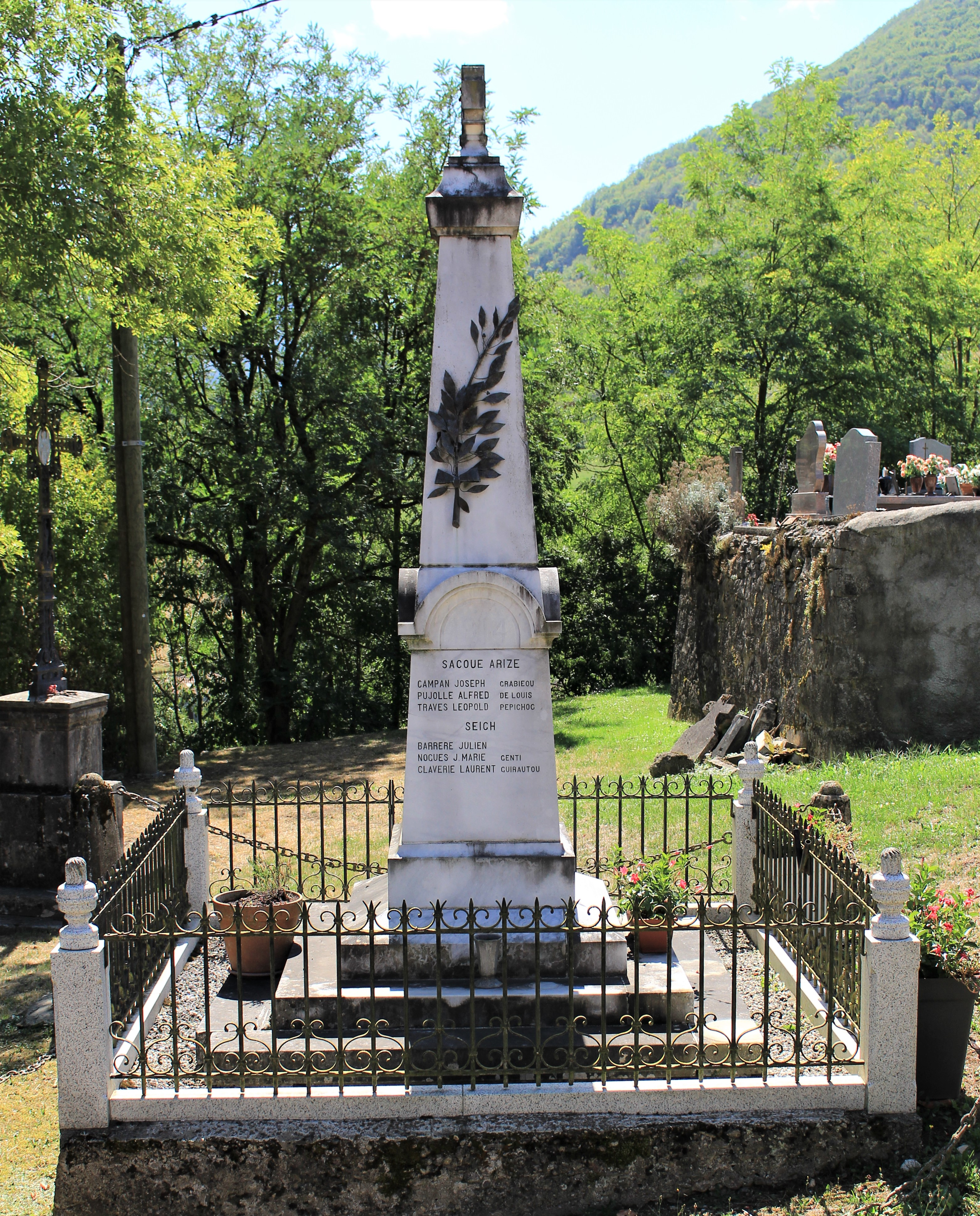
Le monument aux morts municipal situé à l'église de Bas-Nistos.

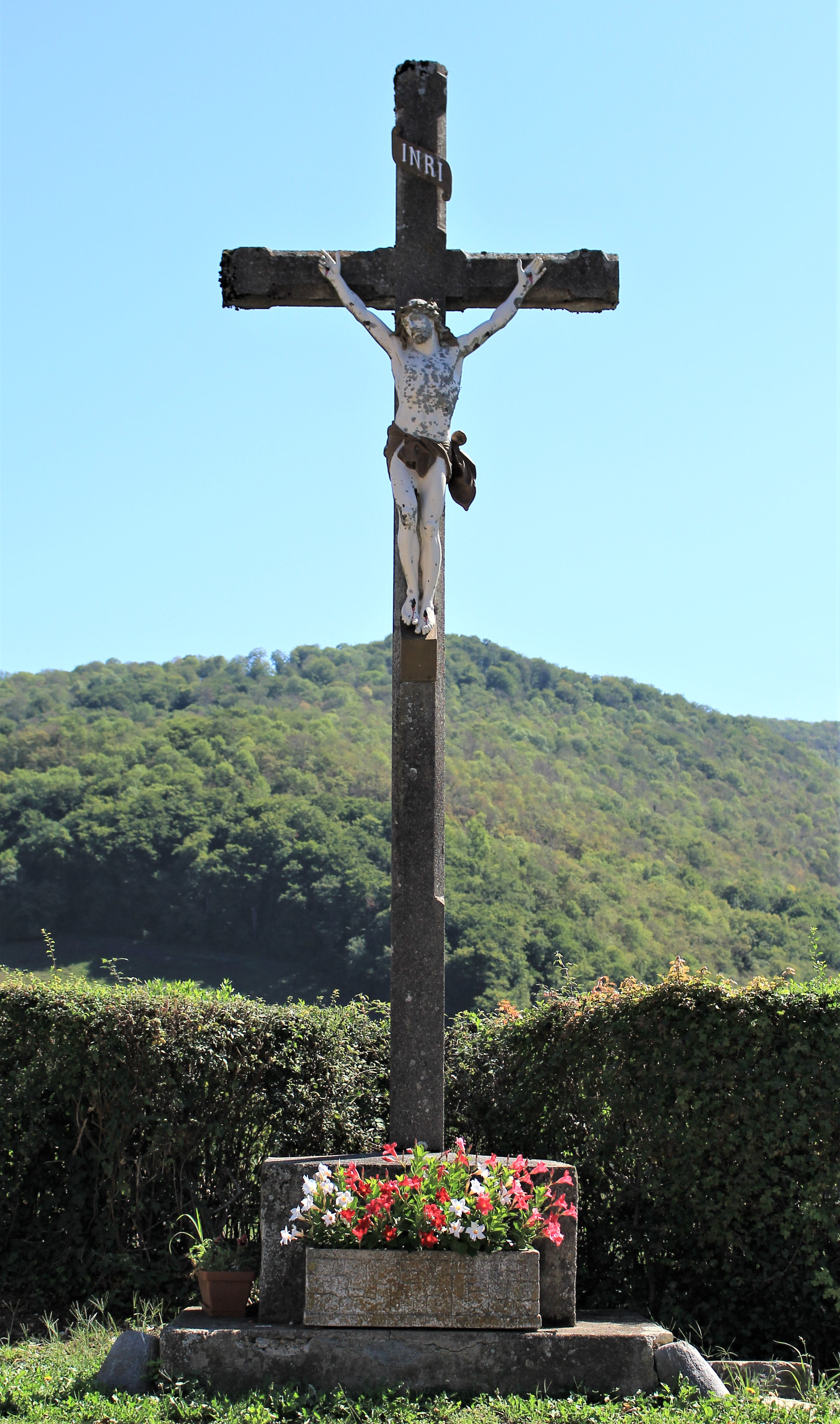
Une croix.

### Lieux et monuments
Il n'existe pas d'église ni de cimetière sur le territoire communal.
- Moulin de Lay.

### Héraldique
| Blason | Blasonnement : D'argent au mont de sinople chargé d'une lettre S capitale d'or, sommé de deux sapins au naturel. Commentaires : Blason officiel vérifié auprès de la mairie. |